# Diana Palmer
Diana Palmer é uma personagem das tira de jornal O Fantasma. Ela é casada com Kit Walker, alter-ego do herói da série. O casal tem dois filhos juntos, Kit e Heloise.